# Status Quo (Ziemia Święta)

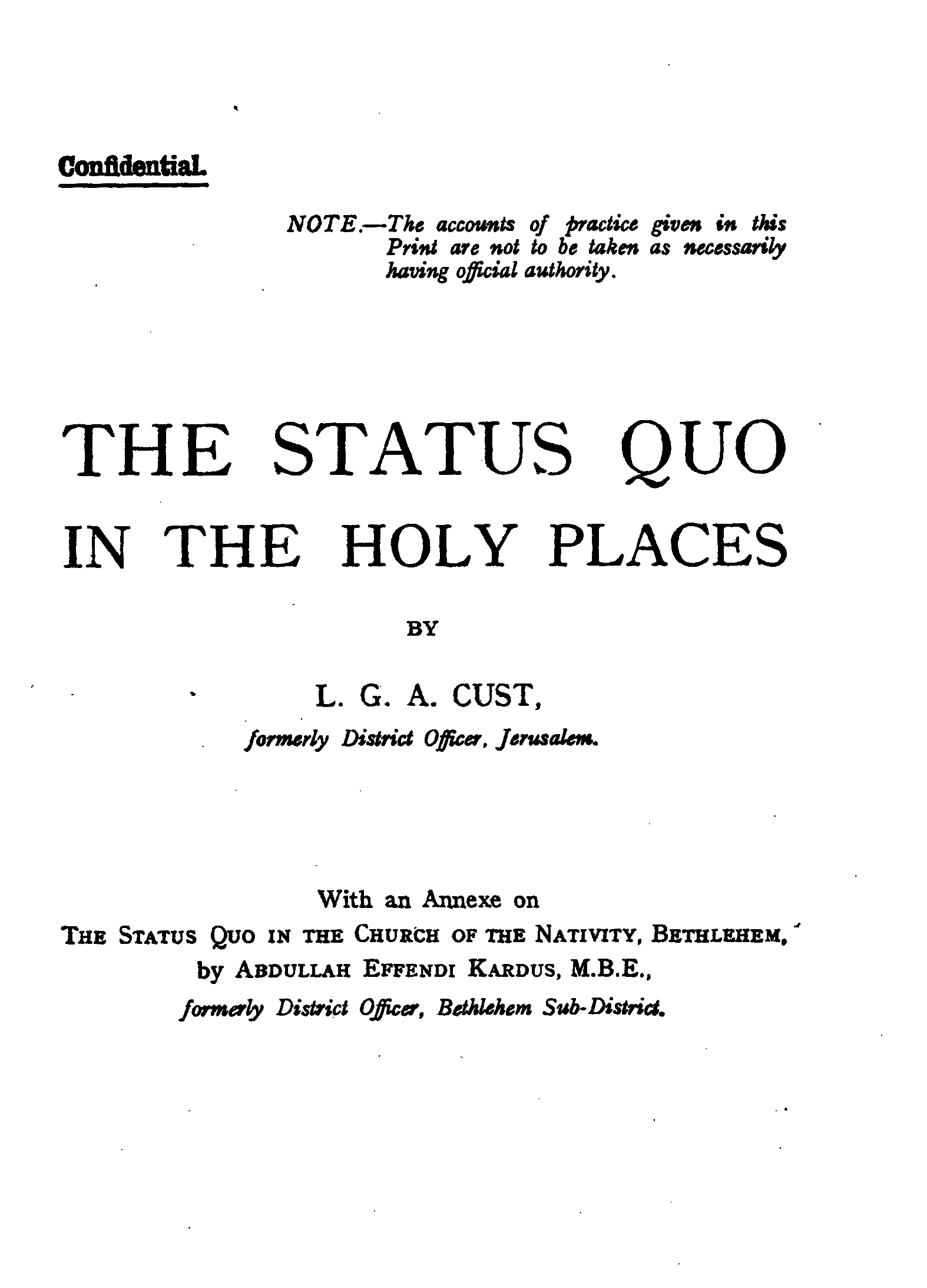
„The Status Quo in the Holy Places” L. G. A. Cust; 1929

Status Quo (łac.) lub Statu Quo – powszechnie używany w Ziemi Świętej termin odnoszący się do stosunków między wspólnotami chrześcijańskimi na terenie Izraela i Autonomii Palestyńskiej, zakładający utrzymanie niezmienionego stanu rzeczy własności i praw posiadanych przez każde z wyznań w poszczególnych sanktuariach, sposobu i warunków wypełniania obrzędów i liturgii wewnątrz bazyliki Grobu Świętego, bazyliki Bożego Narodzenia w Betlejem i Grobu Marii Panny w Jerozolimie. Statu Quo został wprowadzony na mocy firmanów osmańskich sułtanów i obowiązuje nieprzerwanie od połowy XIX wieku.

## Historia stosunków między wyznaniami
Franciszkanie, po przerwie, wrócili na stałe do Jerozolimy w 1335 roku i sukcesywnie zdobywali coraz więcej praw własności do miejsc uważanych przez chrześcijan za święte. W okresie od 1516 do 1629 roku byli w posiadaniu większości tych miejsc. Po wejściu do Konstantynopola w 1453 roku Mehmed II Zdobywca ogłosił, że prawosławny (grecki) patriarcha Konstantynopola będzie sprawował władzę cywilną i religijną nad wszystkimi chrześcijanami żyjącymi w jego imperium. Po dokonaniu przez Turków podboju Palestyny w 1516 władza ta objęła prawosławnych chrześcijan w Ziemi Świętej. Od tego czasu wspólnota grecka cieszyła się zdecydowanie większymi prawami do miejsc świętych, co wynikało z ich wpływów u władców Imperium Osmańskiego, sprawujących wówczas władzę nad Palestyną. Na przestrzeni wieków między przedstawicielami różnych wyznań chrześcijańskich w Ziemi Świętej narosło wiele sporów o dostęp i prawa do sanktuariów. Od 1634 prawosławnymi patriarchami Jerozolimy byli wyłącznie biskupi pochodzenia greckiego. Waśnie osiągnęły apogeum w XVII i XVIII wieku.
W 1757 sułtan Osman III wydał firman przyznający opiekę nad bazyliką Grobu Świętego, Grobem Marii Panny i bazyliką Bożego Narodzenia zdominowanemu przez Greków patriarchatowi Jerozolimy. Po pożarze bazyliki Grobu Świętego w 1808 roku naprawami i przebudową kierowali już prawosławni, co przypieczętowało ich dominację. W XIX wieku sprawa zwierzchności nad sanktuariami w Ziemi Świętej zaczęła przeradzać się w spór polityczny, w którym oponentami była opowiadająca się za prawami Kościoła łacińskiego Francja i optująca na rzecz prawosławnych Rosja. Od 1829 stały udział w dostępie do bazyliki Grobu Świętego uzyskał Apostolski Kościół Ormiański. W połowie XIX wieku nastąpiła eskalacja sporu. Cesarz Napoleonowi III Bonaparte wywierał coraz silniejszą presję na osmańskiego sułtana, by ten przywrócił równowagę między wyznaniami sprzed 1757 a Rosja groziła sułtanowi inwazją. W latach 1852 i 1853 sułtan Abdülmecid I wydał dwa kolejne firmany, które zapewniały utrzymanie niezmienionego stanu rzeczy w zakresie własności i praw posiadanych przez każde z wyznań w poszczególnych sanktuariach, sposobu i warunków wypełniania obrzędów i liturgii. Statu Quo nie jest więc swobodną umową między stronami, których dotyczy. Jest raczej konsekwencją próby ratowania Imperium Osmańskiego przed presją polityczną zewnętrznych mocarstw. Muzułmańskie pochodzenie regulacji sprawia jednak, że są traktowane jako wakf, fundacja o charakterze religijnym. Muzułmańskie konotacje komplikowały i tak trudną sytuację. Zgodnie z prawem szariatu fakt własności dachu budowli implikował prawa do powierzchni która się pod nim znajduje. Podobnie każda inwestycja finansowa w substancję budynku dawała podstawę do roszczenia sobie praw do budowli. 
W XIX wieku przedstawiciele poszczególnych wyznań wydali wspólne oficjalne oświadczenie, w którym określono zasadę niezmiennego stanu rzeczy w zakresie praw własności miejsc świętych, w tym przestrzeni wewnątrz świątyń, czasów i zakresów sprawowania liturgii. Okresy, w których dane wyznanie może mieć zapewniony szczególny dostęp do poszczególnych przestrzeni bazyliki Grobu Świętego, Grobu Marii Panny czy bazyliki Bożego Narodzenia, są dopasowane do kalendarza liturgicznego danego wyznania religii. Zasada reguluje również organizowanie uroczystych liturgii, modlitw, procesji, błogosławieństw czy używanie kadzidła. Na zmianę sytuacji nie wpłynął nawet rozpad Imperium Osmańskiego, powierzenie po zakończeniu pierwszej wojny światowej mandatu Palestyny Wielkiej Brytanii, czy proklamowanie niepodległości przez państwo Izrael w maju 1948 roku. 
Pod koniec II wojny światowej, po przejęciu formalnej władzy nad Palestyną przez Wielką Brytanię, planowano zbadanie całości spraw spornych i roszczeń dotyczących miejsc świętych. Mandat Palestyny dopuszczał nowe regulacje, jednak uzależniał możliwość ich wprowadzania (art.14) od powołania specjalnej komisji, której skład zatwierdza rada Ligi Narodów. Składane w tej sprawie wnioski nie zostały jednak przyjęte, więc komisja nie została nigdy powołana. 
W 1929 roku były oficer brytyjski, urzędnik służby cywilnej Palestyny Lionel George Archer Cust opublikował opracowanie „The Status Quo in the Holy Places”. Publikacja miała status nieoficjalnego podręcznika dla urzędników, który na co dzień stykali się z problemami dotyczącymi sporów w sprawach miejsc świętych. Uzupełnienie szczegółów dotyczących stosowania zasad w odniesieniu do współistnienia wyznań chrześcijańskich w bazylice Narodzenia Pańskiego w Betlejem opracował w formie aneksu urzędnik ówczesnego poddystryktu Betlejem Abdullah Effendi Kardus.
Po zrzeczeniu się w 1947 przez Wielką Brytanię roli mediatora w Palestynie, Specjalna Komisja Narodów Zjednoczonych do sprawy Palestyny zwróciła się do głów instytucji religijnych na terenie Palestyny by przedstawili swoje stanowiska na temat ich sytuacji, roszczeń i praw do miejsc świętych. Przedstawiciele Ormian, prawosławia oraz kościoła koptyjskiego opowiedzieli się za utrzymaniem obecnego stanu rzeczy. Reguły Statu Quo obowiązują do dziś.

## Stan obecny
W bazylice Grobu Świętego swoje siedziby mają przedstawiciele trzech wyznań: prawosławnego patriarchatu Jerozolimy (nadal zdominowanego przez Greków), Kościoła łacińskiego reprezentowanego przez Zakon Braci Mniejszych (franciszkanie) oraz Apostolskiego Kościoła Ormiańskiego i oni mogą pełnić na zmiany funkcje liturgiczne. W największe święta przestrzeń bazyliki jest udostępniana dla liturgii Syryjskiego Kościoła Ortodoksyjnego i Etiopskiego Kościoła Ortodoksyjnego. Koptyjski Kościół Ortodoksyjny ma prawa tylko do kilku pomieszczeń i w wybrane dni może sprawować liturgie we własnej kaplicy znajdującej się na tyłach kaplicy Grobu.

## SymboleStatus Quow bazylice Grobu Świętego

### Drabina na gzymsie

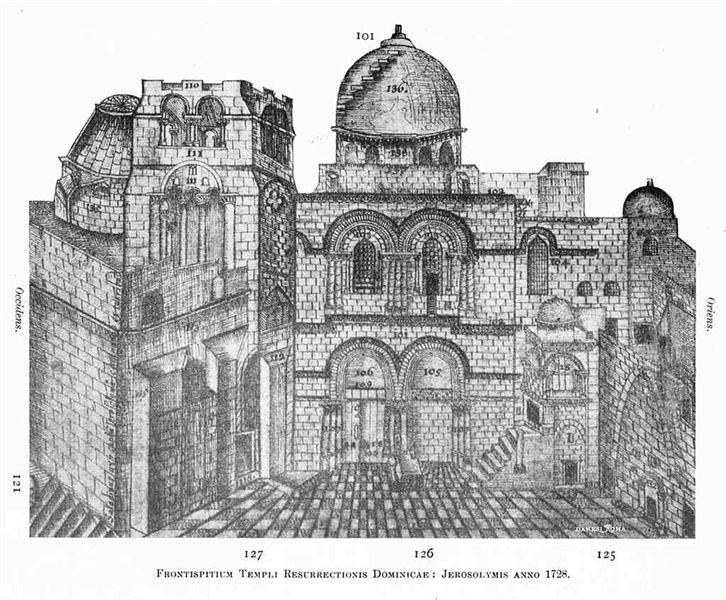
Drabina na litografii z 1728 roku

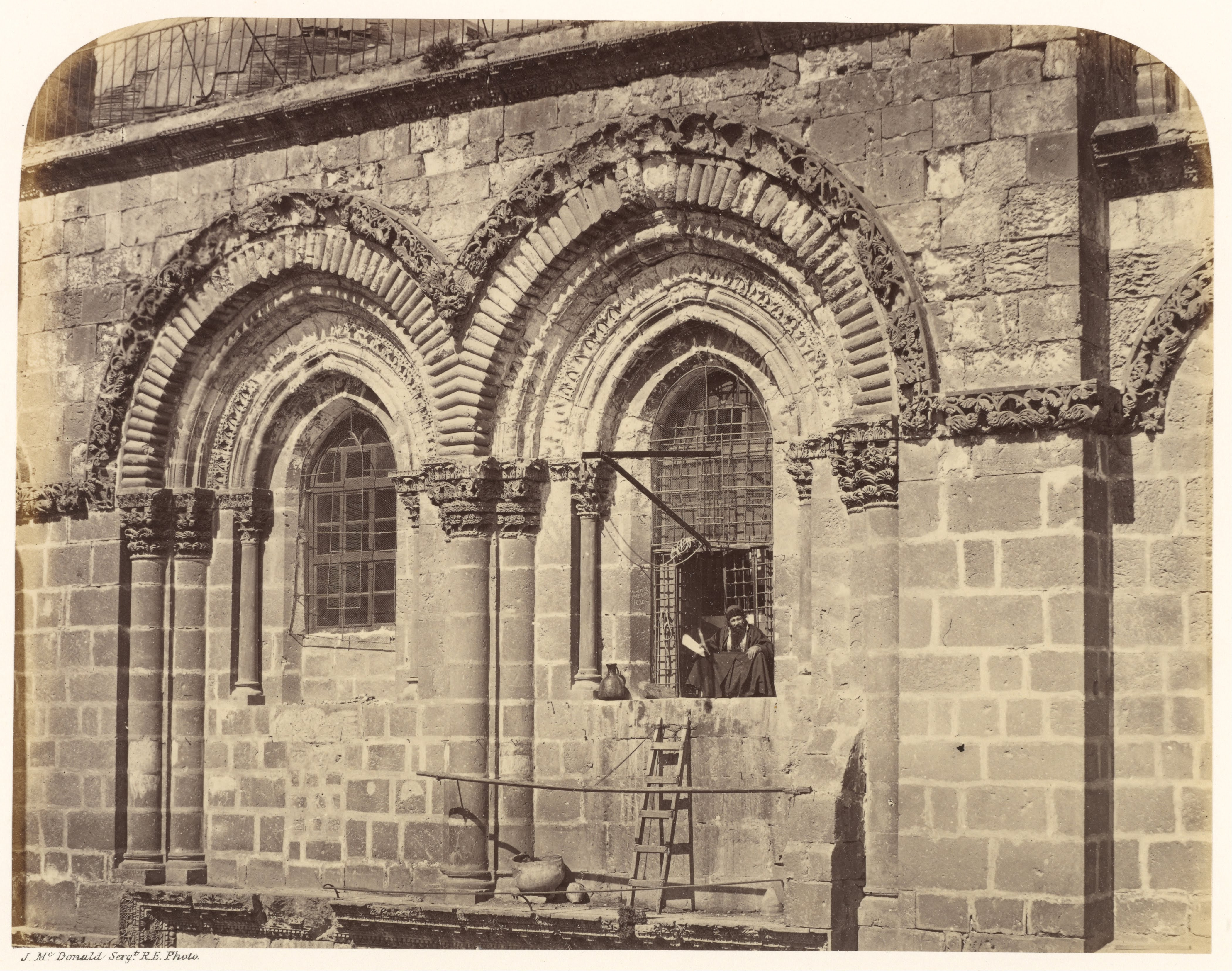
Drabina widoczna na zdjęciu wykonanym przez sierżanta Jamesa M. McDonalda w 1864 roku

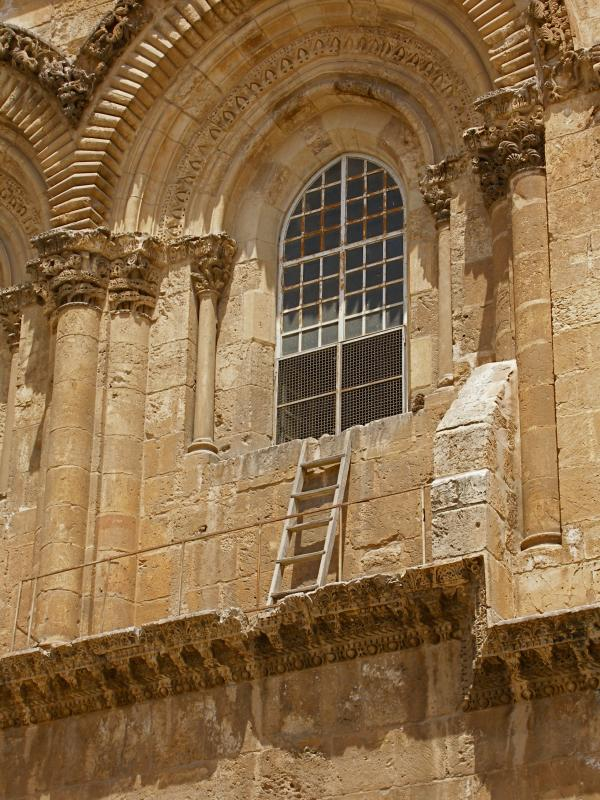
Drabina na zdjęciu z 2009 roku

Osobliwością, która dobrze obrazuje skrupulatność, z jaką strony odnoszą się do najdrobniejszych szczegółów sytuacji zatwierdzonej firmanami, a zarazem dokumentuje poziom groteski, jaki towarzyszy relacjom między wspólnotami chrześcijańskimi w Ziemi Świętej, jest drewniana drabina, która stoi na gzymsie, oparta o okno zachodniej elewacji bazyliki Grobu Świętego. Drabina nie pełni żadnej szczególnej funkcji i nikt nie potrafi odpowiedzieć na pytanie, kto i kiedy ją tam ustawił. Istnieje kilka hipotez dotyczących okoliczności pojawienia się drabiny w tym miejscu. Jedna z nich mówi, że została tam ustawiona przez robotnika podczas prac remontowych albo podczas mycia okien. Według kolejnej była wykorzystywana do dostarczania żywności ormiańskim mnichom zamkniętym w świątyni przez Turków. W innej pozwalała Ormianom na korzystanie z gzymsu jak z balkonu, by zaoszczędzić pieniądze, które mieli pobierać Turcy w wejściu do bazyliki. Wiadomo natomiast, że drabina stoi w tym miejscu już od dawna – jest widoczna na wielu zdjęciach i rysunkach przedstawiających zachodnią elewację świątyni m.in. na litografii z 1842 roku, na szkicach elewacji bazyliki z 1819 roku, a nawet na rycinie z 1728 roku. Po wydaniu przez sułtana firmanu sankcjonującego „niezmieniony stan rzeczy” w bazylice, uznano, że nie można jej przestawić. Okno, gzyms i drabina są we władaniu wspólnoty ormiańskiej. Najprawdopodobniej w przeszłości drabina była co najmniej raz wymieniana na nowszą.

### Klucze do bramy
Innym znanym zapisem w Status Quo jest sposób i okoliczności codziennego otwierania i zamykania drzwi bazyliki. Prawo wyłącznego posiadania kluczy i korzystania z nich należy do dwóch rodzin muzułmańskich: Judeh i Nuseibeh. Tę szczególną funkcję kluczników chrześcijańskiej bazyliki powierzył ich przodkom w 1246 roku As-Salih Ajjub, sułtan z dynastii Ajjubidów. Codzienne ceremonie są szczegółowo uregulowane i drzwi mogą być obsługiwane na trzy określone sposoby. Wersja podstawowa zakłada, że zakrystianin (sexton) wyznaczony z grona trzech osób pełniących tę funkcję, uchyla tylko jedno skrzydło. Wariant drugi pozwala na otworzenie obu skrzydeł – lewego przez sextona, a prawego przez klucznika. Trzeci, uroczysty sposób jest stosowany w dni świąteczne, między innymi w soboty wielkiego postu. Rytuał otwierania bazyliki rozpoczyna się o dokładnie wyznaczonych godzinach. Zakrystianie zbierają się wewnątrz bazyliki przy bramie. Mieszkający poza bazyliką klucznik przychodzi na określoną godzinę. Po otworzeniu przez klucznika małego okienka w skrzydle bramy zakrystianie wysuwają na zewnątrz drabinę, która zostaje oparta o bramę i służy klucznikowi do sięgnięcia do górnego skobla. Operacja zamykania przebiega w odwrotnej kolejności. Wszystkie czynności odbywają się według tradycyjnej, stałej procedury. Za każdorazowe otwieranie i zamykanie bramy klucznik otrzymuje wynagrodzenie.